# Октреотид
Октреотид, який продається під торговою маркою Сандостатин, є октапептидом, який фармакологічно імітує натуральний гормон соматостатин, хоча він є більш потужним інгібітором гормону росту, глюкагону та інсуліну, ніж природний гормон. Вперше він був синтезований у 1979 році та зв’язується переважно з рецепторами соматостатину SSTR2 та SSTR5. 
Октреотид був схвалений для використання в Сполучених Штатах у 1988 році.   В Європейському Союзі - у 2022 році.  Станом на червень 2020  октреотид є першим пероральним аналогом соматостатину (SSA), схваленим FDA.  Він входить до списку основних лікарських засобів Всесвітньої організації охорони здоров’я. 

## Медичне використання

### Пухлини
Октреотид застосовують для лікування пухлин, що продукують гормон росту, які призводять до появи акромегалії та гігантизму), при протипоказанні хірургічного лікування. Також для лікування пухлин гіпофіза, які виділяють тиреотропний гормон (тиреотропінома), діареї та епізодів припливів, пов’язані з карциноїдним синдромом, і діареї у людей з вазоактивними інтестинальними пептидсекретуючими пухлинами (ВІПоми). Октреотид також застосовують у легких випадках глюкагономи, коли операція неможлива.  

### Кровотеча з варикозно розширених вен стравоходу
Октреотид часто призначають у вигляді інфузії для лікування гострої кровотечі з варикозного розширення вен стравоходу при цирозі печінки на тій підставі, що він знижує тиск у портальній вені, хоча наявні дані свідчать про те, що цей ефект є минущим і не покращує виживання. 

### Радіоактивне мічення
Октреотид використовується у ядерній медицини шляхом мічення індієм-111 (октреоскан) для неінвазивної візуалізації нейроендокринних та інших пухлин, що експресують рецептори соматостатину.  Він був радіоактивно позначений вуглецем-11 , а також галієм-68 (з використанням едотреотиду), що дозволяє отримати зображення за допомогою позитронно-емісійної томографії (ПЕТ).

### Акромегалія
У червні 2020 року октреотид (бренд Mycapssa) було схвалено для медичного застосування в Сполучених Штатах із показанням для тривалого підтримуючого лікування пацієнтів з акромегалією, які відповіли на лікування октреотидом або ланреотидом і добре перенесли його.   Mycapssa є першим пероральним аналогом соматостатину (SSA), схваленим FDA. 

### Гіпоглікемія
Октреотид також використовується для лікування резистентної гіпоглікемії або вродженого гіперінсулінізму у новонароджених  та гіпоглікемії, спричиненої сульфонілсечовиною, у дорослих.

## Протипоказання
Октреотид не був належним чином вивчений для лікування дітей, а також вагітних і годівниць. Ліки призначають цим групам лише за позитивного результату аналізу ризик-користь.  

## Несприятливі ефекти
Найбільш поширеними несприятливими ефектами є головний біль, гіпотиреоз, зміни серцевої провідності, шлунково-кишкові реакції (включаючи судоми, нудоту/блювання та діарею або запор), камені в жовчному міхурі, зниження вивільнення інсуліну, гіперглікемія  або іноді гіпоглікемія та (зазвичай тимчасові) реакції у місці ін’єкції. Уповільнене серцебиття, шкірні реакції, такі як свербіж, гіпербілірубінемія, гіпотиреоз, запаморочення та задишка також є досить поширеними (понад 1%). До рідкісних побічних ефектів відносяться гострі анафілактичні реакції, панкреатит і гепатит.  
Повідомлялося про алопецію у тих, хто отримував октреотид.  У дослідженні 1998 року у щурів, які отримували октреотид, спостерігалася еректильна дисфункція. 
Спостерігалося подовження інтервалу QT, але невідомо, чи є це реакцією на ліки чи результатом наявної хвороби. 

## Взаємодії
Октреотид може зменшити реабсорбцію циклоспорину в кишечнику, що може призвести до необхідності збільшення дози циклоспорину.  Людям з цукровим діабетом може знадобитися менше інсуліну або пероральних протидіабетичних засобів при лікуванні октреотидом, оскільки він пригнічує секрецію глюкагону сильніше та протягом більш тривалого періоду часу, ніж секреція інсуліну.  Підвищується біодоступність бромокриптину.  Крім того, що бромокриптин є протипаркінсонічним засобом, він також використовується для лікування акромегалії.

## Фармакологія
Оскільки октреотид нагадує соматостатин за фізіологічною активністю, він може:
- пригнічити секрецію багатьох гормонів, таких як гастрин, холецистокінін, глюкагон, гормон росту, інсулін, секретин, панкреатичний поліпептид, ТТГ і вазоактивний інтестинальний пептид,
- зменшити секрецію рідини кишечником і підшлунковою залозою,
- зменшити моторики шлунково-кишкового тракту і пригнічити скорочення жовчного міхура ,
- пригнічити 1дію деяких гормонів передньої части гіпофіза,
- викликти звуження кровоносних судин і
- зменшити тиск у портальних судинах при кровоточивих варикозах.

Було також показано, що він має знеболювальну дію, швидше за все, діючи як частковий агоніст мю-опіоїдного рецептора.  

### Фармакокінетика
Октреотид швидко і повністю всмоктується після підшкірного введення. Максимальна концентрація в плазмі досягається через 30 хвилин. Період напіввиведення становить у середньому 100 хвилин (1,7 години) при підшкірному застосуванні. Після внутрішньовенного введення речовина виводиться у дві фази з періодами напіввиведення 10 і 90 хвилин відповідно.  

## Історія
Октреотиду ацетат був схвалений для використання в Сполучених Штатах у 1988 році.  
У січні 2020 року дозвіл на застосування октреотиду ацетату в Сполучених Штатах було надано компанії Sun Pharmaceutical під торговою маркою Bynfezia Pen за наступними показаннями:   
- зниження рівня гормону росту та інсуліноподібного фактора росту 1 (соматомедину С) у дорослих з акромегалією, які мали неадекватну відповідь на хірургічну резекцію, опромінення гіпофіза та бромокриптину мезилат у максимально переносимих дозах або не підлягали лікуванню.
- важка діарея/припливи, пов’язані з метастатичними карциноїдними пухлинами у дорослих
- профузна водяниста діарея, пов’язана з вазоактивними інтестинальними пептидними пухлинами (ВІПоми) у дорослих

## Суспільство і культура

### Правовий статус
У вересні 2022 року Комітет з лікарських засобів для людини Європейського агентства з лікарських засобів надав позитивний висновок, рекомендувавши надати дозвіл на продаж лікарського засобу Mycapssa, призначеного для лікування дорослих з акромегалією.  Заявником цього лікарського засобу є компанія Amryt Pharmaceuticals DAC.  Mycapssa була схвалена для медичного використання в Європейському Союзі в грудні 2022 року.  

## Дослідження
Октреотид також використовувався не за призначенням (офф-лейбл) для лікування важкої, стійкої діареї з інших причин. Використовується в токсикології для лікування тривалої рецидивуючої гіпоглікемії після передозування сульфонілсечовини та, можливо, меглітиніду. Його також із різним ступенем успіху використовували у немовлят із незидіобластозом, щоб зменшити гіперсекрецію інсуліну. Кілька клінічних випробувань продемонстрували ефект октреотиду як невідкладного лікування (абортивного засобу) при кластерному головному болю, де було показано, що підшкірне введення октреотиду є ефективним порівняно з плацебо. 
Октреотид також досліджували у людей з болем при хронічному панкреатиті. 
Його використовували для лікування злоякісної кишкової непрохідності. 
Октреотид можна застосовувати разом із мідодрином для часткового усунення периферичної вазодилатації при гепаторенальному синдромі. Збільшуючи системний судинний опір, ці препарати зменшують шунтування та покращують ниркову перфузію, подовжуючи виживаність до остаточного лікування з трансплантацією печінки.  Так само октреотид можна використовувати для лікування стійкої хронічної гіпотензії. 
Хоча первісні дослідження свідчили про успішне лікування хілотораксу  , більші дослідження не змогли продемонструвати ефективність октреотиду. 
Невелике дослідження показало  що октреотид може бути ефективним у лікуванні ідіопатичної внутрішньочерепної гіпертензії.  

### Ожиріння
Октреотид експериментально використовувався для лікування ожиріння, особливо ожиріння, спричиненого ураженням центрів голоду та насичення гіпоталамуса, області мозку, яка є центральною для регуляції споживання їжі та витрат енергії.  «Дисфункція вентромедіального гіпоталамуса сприяє надмірному споживанню калорій і зменшенню їх витрати, що призводить до безперервного та невпинного збільшення ваги. Спроби обмеження калорій або фармакотерапії адренергічними або серотонінергічними агентами раніше зустрічалися з невеликим або лише короткочасним успіхом у лікуванні цього синдрому». 
У цьому контексті октреотид пригнічує надмірне вивільнення інсуліну та може посилити його дію, тим самим пригнічуючи надмірне накопичення жиру. У невеликому клінічному дослідженні за участю вісімнадцяти дітей із сильним  збільшенням ваги після терапії гострого лімфобластного лейкозу або пухлин головного мозку та іншими ознаками дисфункції гіпоталамуса октреотид знижував індекс маси тіла (ІМТ) та реакцію на інсулін під час тесту на толерантність до глюкози, одночасно збільшуючи фізичну активність та якість життя, як повідомляли батьки, порівняно з плацебо. 
В окремому плацебо-контрольованому дослідженні дорослих із ожирінням без явних уражень гіпоталамуса пацієнти з ожирінням, які отримували октреотид тривалої дії, втратили вагу та зменшили свій ІМТ порівняно з пацієнтами, які отримували плацебо. Post hoc аналіз показав більший ефект в учасників, які отримували більш високу дозу ліків, і серед «пацієнтів європеоїдної раси, у яких секреція інсуліну перевищує медіану когорти». «Не було статистично значущих змін показників якості життя, жиру в організмі, концентрації лептину, опису депресії Бека або споживання макроелементів», хоча суб’єкти, які приймали октреотид, мали вищий рівень глюкози в крові після тесту на толерантність до глюкози, ніж ті, хто отримував плацебо. 